# Copahue
Le Copahue est un stratovolcan situé à la frontière entre l'Argentine et le Chili.

## Géographie
Du côté argentin, le volcan est situé dans le département de Ñorquín en province de Neuquén, dans la partie Nord des Andes de Patagonie. Son massif constitue le rebord occidental de la caldeira de l'Agrio. Sur son flanc nord-est se trouve la localité de Copahue, avec son important centre de balnéothérapie. À ses pieds, à une dizaine de kilomètres à l'est se situe l'autre localité importante du secteur, Caviahue. Enfin l'ensemble du massif est inclus dans le territoire du parc provincial Copahue.

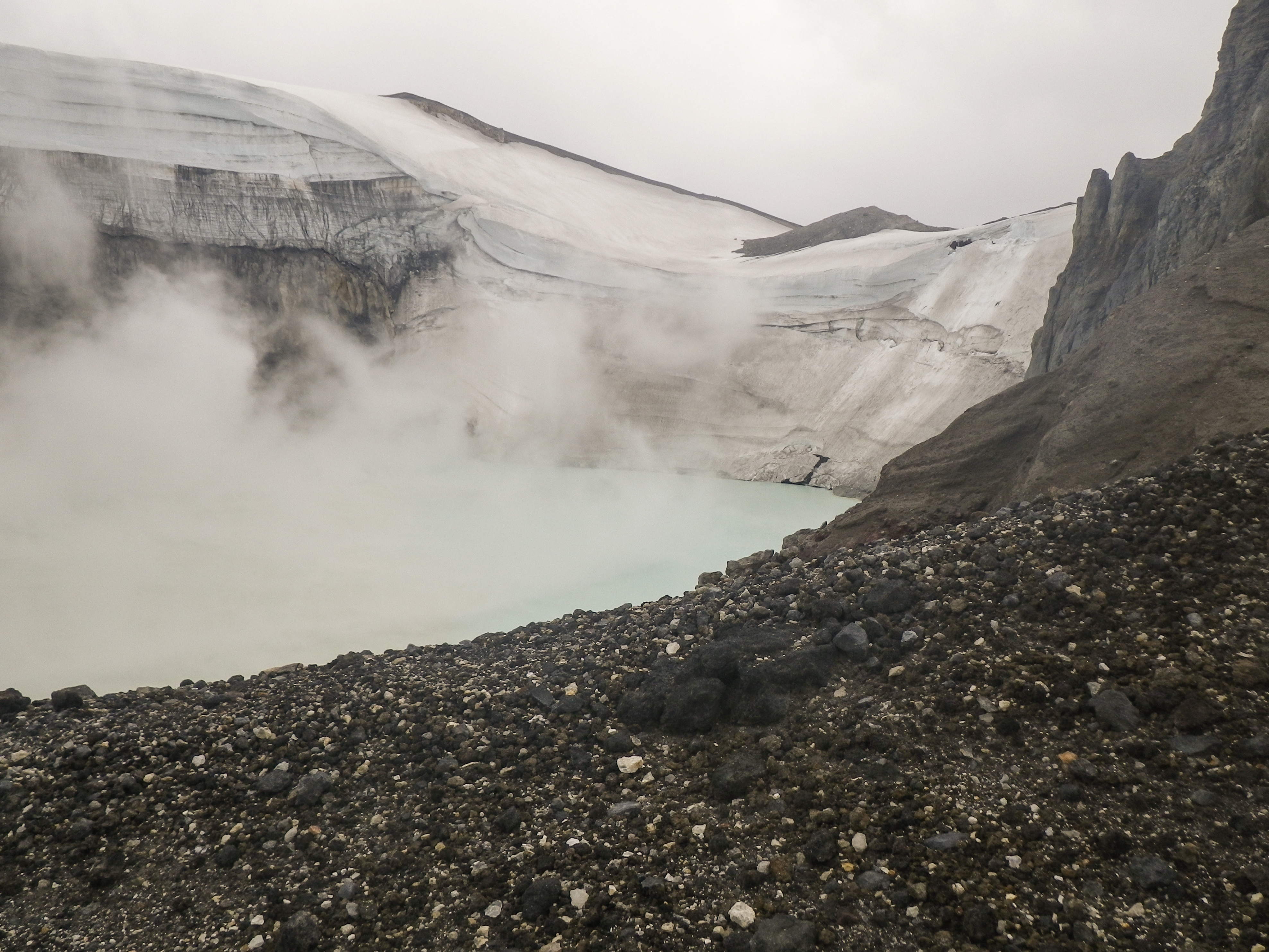
Vue du cratère du Copahue.

Plusieurs cratères existent sur le Copahue. Un seul est actif. Le cratère est extrêmement profond (300 mètres) et ses rebords abrupts. Il est occupé par un lac de trois hectares, alimenté par les précipitations abondantes, et dont les eaux sont chauffées à 30-40 °C par les arrivées d'eau chaude, de vapeur et de gaz. Ces eaux sont également saturées de produits minéraux apportés par les gaz percolant le lac et dont certains sont très toxiques. Il flotte une forte odeur de soufre.
Les eaux sont fort acides. Le lac constitue la source du Río Agrio et ses eaux s'écoulent par un pertuis situé à l'est du cratère en direction du lac Agrio.

## Histoire éruptive
Le 26 mai 2013, une importante augmentation de l'activité sismique est détectée : aucun nuage de cendres n’est visible, mais le volcan éjecte une colonne de gaz en continu. Plus d'une centaine de petits tremblements de terre par heure sont détectés, d’une magnitude maximale de 1,4. S’ils sont de faible intensité, ils sont en revanche extrêmement nombreux : l’énergie libérée est largement supérieure à la normale, et c’est précisément un signe précurseur d’une éruption massive, bien qu'on ne puisse prédire quand et même si elle aura lieu. Par précaution, le 29 mai, les sismologues du Service national de géologie et des mines du Chili ont déclenché l’alerte rouge et ont imposé l'évacuation des quelques villages voisins dans un rayon de sécurité de 25 km autour du volcan.

## Ascension
On peut parvenir au cratère actif à cheval depuis la localité thermale de Copahue, utilisant d'abord pendant 4 kilomètres la route provinciale no 26, en tournant le dos à la frontière chilienne. Peu après on longe l'arroyo Blanco et les petits lacs de Las Mellizas pour faire une ascension de l'ordre de 900 mètres sur le flanc nord-est du volcan. Les vues obtenues sont de plus en plus splendides : le lac Agrio vers le sud-est, mais aussi les petits lacs et lagunes environnants, et aussi les volcans de la cordillère du Neuquén. On peut voir la vallée Valle de La Dama et le volcan Villarrica (au Chili). Les derniers 100 mètres doivent se faire à pied. En de nombreux endroits il y a des neiges éternelles.